# Doslovče
Doslovče (Duits: Widoslau) is een dorp in de gemeente Žirovnica in het noorden van Slovenië Doslovče ligt tussen de plaatsen Bled en  Jesenice en is bekend als de geboorteplaats van de schrijver Fran Saleški Finžgar.

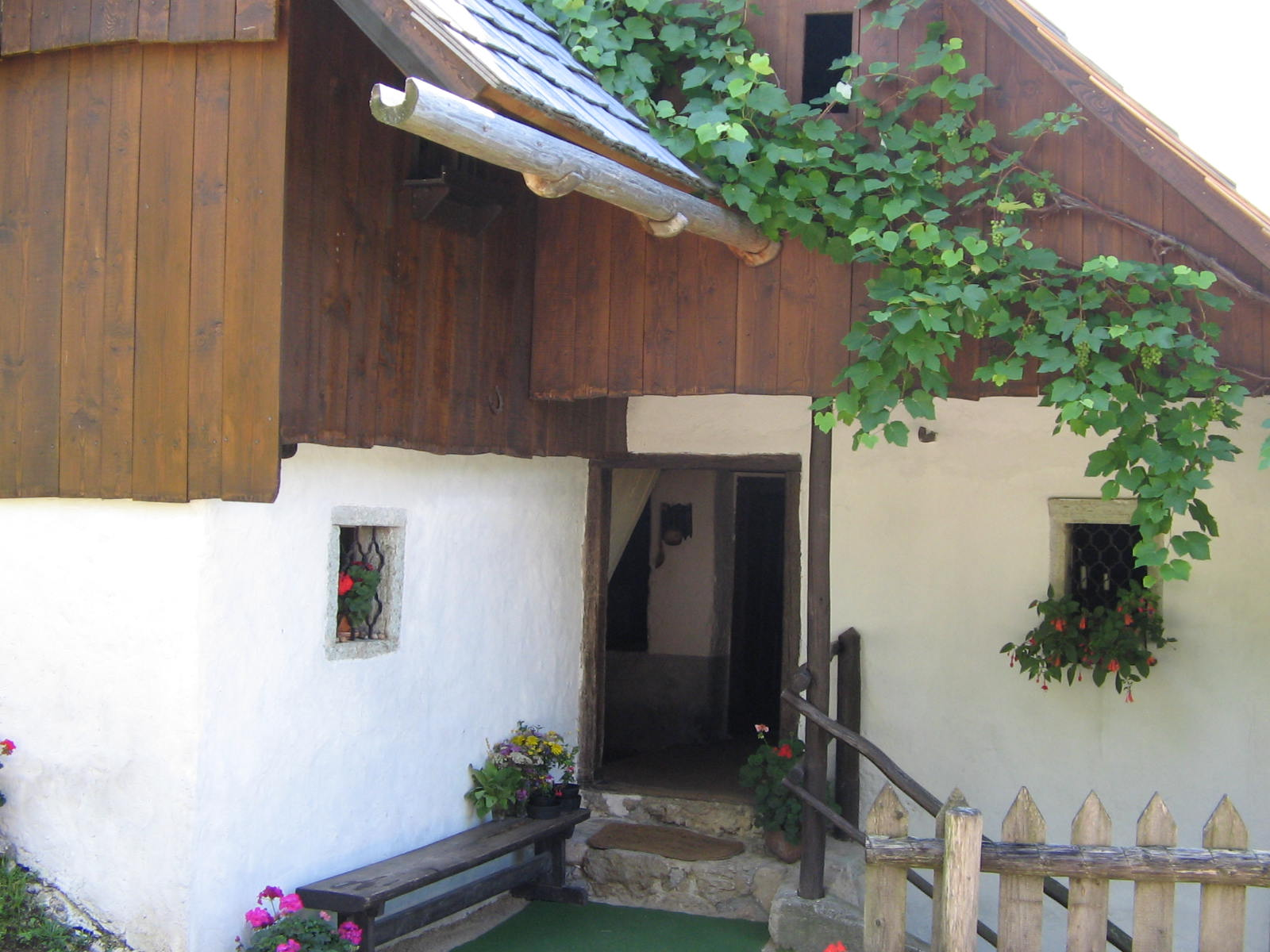
Het huis van Finžgar in Doslovče.